# Лейшман, Уильям Буг
Генерал-лейтенант сэр Уи́льям Буг Ле́йшман (англ. William Boog Leishman, 6 ноября 1865 — 2 июня 1926) — шотландский патолог, офицер медицинской службы Британской Армии. Был генеральным директором Армейских медицинских служб c 1923 по 1926 год.
Член Лондонского королевского общества (1910).

## Биография
Родился в Глазго; окончил Вестминстерскую школу и университет Глазго, поступил в медицинский корпус королевской армии. Служил в Индии, где изучал брюшной тиф и кала-азар. Вернулся в Великобританию в 1897 году, и работал в госпитале Виктории в Нетли. В 1900 был назначен профессор-ассистентом патологии в Военно-медицинской школе, и описал метод окрашивания крови для выявления малярийных плазмодиев и других паразитов — изменённый и упрощённый вариант окраски по Романовскому с использованием метиленового синего и эозина, который стал известен как «окраска по Лейшману».
В 1901 году, при исследовании патологических образцов селезёнки пациента, умершего от кала-азара, он наблюдал овальные тельца и в 1903 году опубликовал сообщение об этом. Чарльз Донован из итальянской медицинской службы независимо от Лейшмана обнаружил такие же тельца у других пациентов с кала-азаром, и они сейчас известны как тельца Лейшмана-Донована (клетки простейших, вызывающих кала-азар, Leishmania donovani). Термины «кала-азар» и другие заболевания, вызываемые лейшманиями, сейчас объединены под общим названием лейшманиоз. Имя в истории Лейшману обеспечил Рональд Росс (англ. Sir Ronald Ross, 1857—1932, нобелевский лауреат 1902 года), который под впечатлением  работы Лейшмана выделил возбудителя кала-азара в особый род и дал ему имя Leishmania. Паразиты этого рода были описаны Петром Боровским в 1898 году.
Лейшман также исследовал жизненный цикл Spirochaeta duttoni, вызывающей африканскую клещевую лихорадку, и вместе с Алмротом Эдвардом Райтом принял участие в создании эффективной противотифозной вакцины.
Уильям Буг Лейшман похоронен на Хайгейтском кладбище в Лондоне.